# Johann Vesembeck

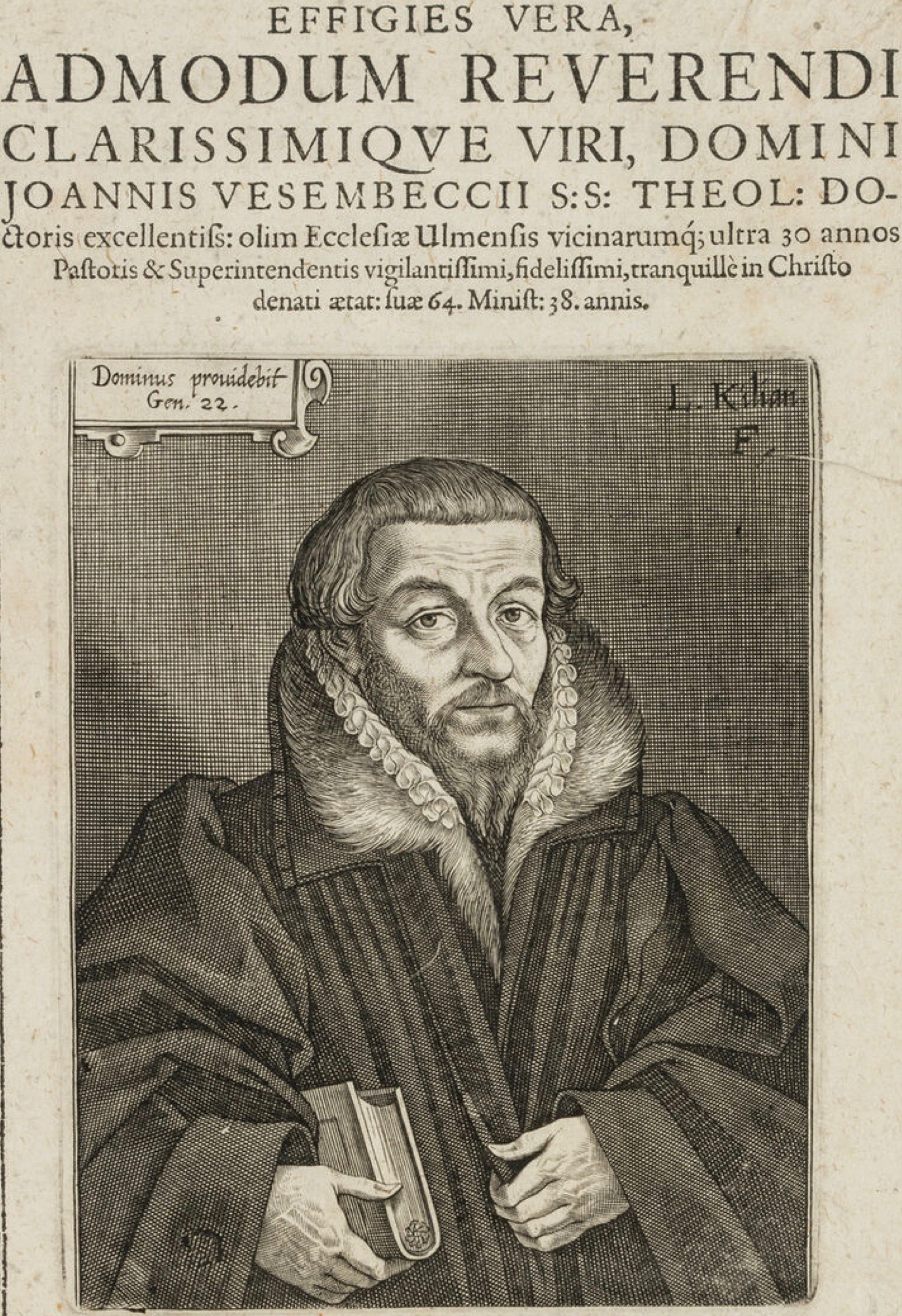
Dr. Johannes Vesembeck (Fesenbeck) Kupferstich von Lucas Kilian 1612

Johann Vesembeck, Vesenbeck, Fesenbeck, Wesembeccius (* 1548; † 1612) war ein evangelischer Theologe.

## Leben
Johann Vesembeck stammte aus einer angesehenen Familie des Kraichgaudorfes Zaisenhausen. Sein Großvater Thomas und sein Vater Daniel waren in der Reformationszeit hier als Pfarrer tätig. Andere Familienmitglieder waren Bürgermeister oder als Verwalter des Klosters Maulbronn tätig, das in Zaisenhausen lange die Ortsherrschaft ausübte.
„Allhier zu Zaisenhaussen ist Joh. Vesenbeck S. S. Theol. Doct. An. 1548 gebohren / welcher Professor zu Tübingen / nachgehends Ulmischer Superintendent worden / hat auch das güldene Kleinod über die Epistel an die Römer geschrieben.“
Der Großvater von Johannes war der hiesige Pfarrer Thomas Fesenbeck. Er war der erste evangelische Pfarrer des Kraichgaudorfes und bekleidete dieses Amt etwa 30 Jahre lang. Johann Daniel, einer seiner drei Söhne, war der Vater von Johannes. Daniel war ebenfalls Pfarrer in Zaisenhausen und versah dieses Amt von 1553 bis 1560.
Johannes, das einzige Kind des Pfarres, erhielt seinen ersten Unterricht wahrscheinlich durch einen Privatlehrer, da eine Dorfschule erst 1559 ins Leben gerufen wurde. Ab 1556 erhielt der Junge vier Jahre lang Unterricht an der Schule in Bretten. Im Jahr 1560 ging Johannes zur weiteren Ausbildung nach Straßburg. Im Laufe des Jahres 1563 wechselte er wegen der in Straßburg wütenden Pest an die Universität Tübingen, wo er 1565 den Titel eines Baccaleaurus erlangte. Zwei Jahre später wurde er dort zum Magister der Philosophie ernannt.
Im Jahr 1571 begab sich Johannes Fesenbeck wieder nach Straßburg, dieses Mal als Hofmeister von Ludwig und Albrecht, Grafen von Öttingen. Mit dabei waren Eberhard und Georg Schnell, Freiherren von Limburg. Ein Jahr später kehrte er zusammen mit diesen nach Tübingen zurück.
In Tübingen hatte er Kontakt mit dem bekannten Theologen und Kritiker der Hexenverfolgung, Dietrich (Theodoricus) Schnepf, der in dieser Zeit mehrmals das Amt des Rektors der Universität innehatte und als Generalsuperintendent amtierte. Im Rahmen seiner Lehrtätigkeit stellte Dietrich Schnepf die Disputationsthese „De Unione Personali in Christo & Idomatum Communicatione“ für Johannes Fesenbeck auf. 1576 wurde Johannes nach erfolgreicher Disputation zum außerordentlichen Professor (professor supernumerarius) zur Entlastung des Kanzlers Jakob Andreaë ernannt. Gleichzeitig übte er das Amt des Diakons in Tübingen von 1577 bis 1580 aus.
Dann wurde er zum Pfarrer und Superintendenten nach Göppingen berufen, wo er zwei Jahre blieb. Nach einer erfolgreichen Gastpredigt in der freien Reichsstadt Ulm wurde er dort 1582 zum Münsterprediger berufen. Acht Jahre später übertrug man ihm nach der Abdankung von Ludwig Rabus das Amt des Superintendenten. Das Amt des leitenden Geistlichen des Kirchenkreises Ulm behielt er bis zu seinem Tod. 
Über seine Tätigkeit als Superintendent in Ulm heißt es bei Albrecht Weyermann:
„Unter ihm hatte die Kirche in der Stadt fast allgemeine Ruhe, und Eintracht unter den Lehrern wurde immer mehr und mehr befestigt… Im Jahr 1586 wurde die Privat-Beichte und Absolution vorzüglich durch seinen Betrieb in den ulmischen Kirchen eingeführt. In den Jahren 1593, 1594, 1597, 1602 und 1603 hielt er auf dem Lande Kirchenvisitationen. Bei der Visitation in Geißlingen im März 1593, hielt er vier Predigten über das Pabstthum …“
Er führte zudem die Ordination der Ulmer Geistlichen ein und ordnete den Katechismus und das Kommunikantenbüchlein neu. Die Einhaltung der reinen lutherischen Lehre war ein besonderes Anliegen des Superintendenten. Deshalb ordnete er den Pfarrern Amtleuten, Schulmeistern und Mesnern an: „… jene sollen rein lehren, nichts ohne Vowissen drucken lassen, ihre Predigten aufschreiben, nebst den symbolischen, die Bücher reiner Theologen, Hutters, Hassenressers, Heerbrands u. a. fleißig studieren, ...“
Johannes Fesenbeck starb am 29. Juni 1612 auf der Alb bei Aichen auf dem Rückweg vom Boller Bad. Am ersten Juli wurde er in Ulm beerdigt. Die Leichenpredigt hielt der Münsterprediger Peter Huber.
Im Todesjahr von Johannes Fesenbeck wurde in Ulm eine silberne Medaille von Dr. Johannes Vesembeck geprägt, von der sich ein Exemplar im Landesmuseum Stuttgart befindet.
Im Ulmer Münster wurde ein Ölbild von ihm in der Westhalle des nördlichen Seitenschiffs angebracht.

## Familiäres
Kurz nach Erlangung der Professorenwürde im Jahr 1576 heiratete Johannes Fesenbeck und wählte Elisabetha, eine Tochter des Jura-Professors Anastasius Demler, zu seiner Ehefrau. Elisabetha gebar 17 Kinder, von denen allerdings elf im Kleinkindalter starben. Elisabetha starb 1598 im Alter von etwa 40 Jahren.
Im folgenden Jahr heiratete Johannes Fesenbeck zum zweiten Mal. Seine um 1562 geborene Ehefrau Dorothea geb. Heider war die Witwe des Nördlinger Theologen Wilhelm Friedrich Lutz. Die Ehe blieb kinderlos. Von Dorotheas Begräbnisfeier im Jahr 1605 ist die Leichenrede des Ulmer Münsterpredigers Johann Bartholomaei „Christliche Leichpredigt Uber den Spruch 1. Joan. 1. das Blut Jesu Christi deß Sons Gottes machet uns rein von aller Sünde“ überliefert.
Als Johannes Fesenbeck 1612 starb, lebten noch vier seiner Kinder aus der ersten Ehe mit Elisabetha:
- Maria, geb. in Ulm 1585, gestorben 1632.
- Johann Carl, geb. 1579 in Tübingen.
- Elisabeth, geb. in Ulm 1590, gestorben 1658.
- Johann, geb. in Ulm 1592, gestorben 1628, Diakon und Respondent in Gießen, Pfarrer in Göttingen.[8]

## Schriften
- De Unione Personali in Christo, Tübingen, 1577, Thema der Dissertation Fesenbecks 1576
- Christlicher Bericht von zweierlei Ablaß, Tübingen, 1581
- Drey Haarpredigten über 1. Kor. 11, 3-15, 1602: 1. Von der Hoffart der Weiber in der Kleidung und Haaren, 2. Von dem Missbrauch der Mannspersonen in den Haaren, 3. Von den beschorenen Geistlichen im Papsttum
- Das güldin Kleinot S. Pauli oder 103 Predigten über den Römerbrief aus dem Jahr 1607, Wittenberg, von seinem Sohn Johannes zum Druck gebracht.
- Leichenpredigt für Dr. Jost Schad von Mittelbiberach (1536–1594)
- Johannes Fesenbeck war auch einer der Autoren in der Schrift von Conrad Dieterich „Zwo Ulmische Jubel und Danckpredigten“, die allerdings erst nach Fesenbecks Tode veröffentlicht wurde. Dieses Werk enthält auch einen kurzen Lebenslauf Vesenbecks.[9]